# Ernst Bornemann
Ernst Wilhelm Julius Bornemann (* 12. April 1915 in Berlin; † 4. Juni 1995 in Scharten, Oberösterreich), auch bekannt als Ernest Borneman, war ein deutscher Anthropologe, Psychoanalytiker, Filmemacher, Sexualforscher, Publizist und Hochschullehrer. Von 1978 bis 1981 war er Titularprofessor für Psychologie an der Universität Salzburg. Neben wissenschaftlichen Beiträgen verfasste er auch Jazzkritiken und (unter dem Pseudonym Cameron McCabe) Kriminalromane.

## Leben

### Familie und Jugend
Ernst Bornemann war das einzige Kind des jüdischen Ehepaares Curt Bornemann und Hertha Bornemann, geborene Blochert. Das Ehepaar betrieb im Berliner Westend am Kaiserdamm ein Geschäft für Kinderbekleidung. Er besuchte zunächst das Grunewald-Gymnasium.
Im Jahr 1931 schloss er sich der von dem marxistischen Psychoanalytiker Wilhelm Reich gegründeten und geleiteten Sexpol-Organisation, dem Reichsverband für proletarische Sexualpolitik an, einer Unterorganisation der KPD: Er beriet gleichaltrige Jugendliche in sexuellen Fragen und verschaffte ihnen Verhütungsmittel. Er war auch als Schnittmeister tätig.
Als Mitglied des Sozialistischen Schülerbundes wechselte Bornemann 1932, nachdem er wegen eines politisch anstößigen Aufsatzes einen Schulskandal erregt hatte, an die von Fritz Karsen geleitete Karl-Marx-Schule in Neukölln.

### Emigration
Nach der Machtübernahme im Jahr 1933 emigrierte Bornemann ohne Schulabschluss unter einem Decknamen als Austauschschüler nach England und anglisierte seinen Namen zu Ernest Borneman. Dort begegnete er nach eigenen Angaben dem Ethnologen und Psychoanalytiker Géza Róheim, durch den er auch Zugang zu Problemen der Anthropologie fand. Bei Róheim, bei dem Bornemann Psychoanalyse studierte, machte er – ebenfalls nach eigenen Angaben – eine psychoanalytische Lehranalyse.
In London lernte er 1933 die drei Jahre ältere, in London gebürtige Eva Geisel kennen. Sie war in Berlin zur Schule gegangen, wo sie 1932 die Abiturprüfung ablegte. Ihr Studium in Deutschland brach sie ab, als sie im Herbst 1933 nach London zurückkehrte, da sie jüdischer Abstammung war. Sie siedelte später nach Kanada über, wo sie 1943 den inzwischen dorthin deportierten Ernest Borneman heiratete. Aus dieser Ehe ging der 1947 geborene Stephen Borneman hervor.
Bornemann schrieb 1937 die „Detektivgeschichte, mit der alle Detektivgeschichten ein Ende haben“ (Julian Symons), einen Kriminalroman mit dem Titel The Face on the Cutting-Room Floor unter dem Pseudonym Cameron McCabe. Er begann diesen Roman im Alter von achtzehn Jahren, als er die englische Sprache noch nicht beherrschte. Das Buch wurde dennoch von der Kritik sehr gelobt, so z. B. von dem angesehenen Kritiker Herbert Read. Es hatte acht Folgeauflagen und wurde ins Französische übersetzt. Auf Deutsch erschien es 1969 unter dem Titel Stumme Zeugen lügen nicht.
1940 wurde Bornemann als feindlicher Ausländer festgenommen und im nördlichen Ontario (Kanada) interniert. Alexander Paterson, der britische Kommissar für Gefängnisse, der Borneman aus London kannte, erkannte ihn auf einer Inspektion des Gefängnisses und veranlasste dessen Freilassung. Paterson brachte ihn in Kontakt mit John Grierson, der am Aufbau des kanadischen National Film Board beteiligt war und Bornemann eine Stelle als Filmschneider vermittelte. Er war unter anderem am Schnitt des Propagandafilms Action Stations beteiligt. Graham McInnes beschreibt seine Arbeit als eine Mischung aus teutonischer Genauigkeit und jüdischem extrovertierten Lyrizismus. In Kanada schrieb er sechs weitere Kriminalromane, während er als Autodidakt weiterhin anthropologische Studien trieb. Er publizierte ferner ein Buch über Jazz, eine Sammlung von Artikeln aus seiner Londoner Zeit.
In den USA studierte Bornemann von 1951 bis 1953 Europäische Vorgeschichte bei Vere Gordon Childe sowie Ethnologie bei Melville J. Herskovits. Danach kehrte Bornemann nach Großbritannien zurück. Dort schrieb er Drehbücher für die Serie Die Abenteuer von Robin Hood und den Film Bang! You’re Dead. Sein Buch Tremolo and Face the Music, das in der Londoner Jazz-Szene spielt, wurde 1954 verfilmt.

### Rückkehr nach Deutschland
1960 kehrte Bornemann, der in Großbritannien erfolgreich als Schnittmeister und Drehbuchautor gearbeitet hatte, aus der Emigration zurück, weil ihm der Posten eines Programmleiters im sogenannten Freien Fernsehen angeboten worden war, einer von Bundeskanzler Konrad Adenauer geplanten Konkurrenz-Anstalt zur ARD. Dort konnte sich Bornemann mit seinen Vorstellungen nicht durchsetzen. Wenig später konzipierte er für Radio Bremen das legendär gewordene Fernsehformat Beat-Club, kam aber wegen seines Alters als Moderator nicht in Frage.

### Wirken in Österreich und Deutschland
Bornemann ließ sich 1970 auf Dauer in Scharten in Oberösterreich nieder. Hier schrieb er sein Hauptwerk Das Patriarchat. Ursprung und Zukunft unseres Gesellschaftssystems, eine umfangreiche Studie, die er selbst als „Das Kapital“ der Frauenbewegung bezeichnete. Mit der Studie wurde er 1976 an der Universität Bremen bei Gerhard Vinnai promoviert.
Seit den 1970er Jahren konnte Bornemann, obschon ohne reguläre akademische Laufbahn, an der Salzburger Universität Vorlesungen halten, ab 1978 als Professor (= Titularprofessor). „Er war“, berichtet 1994 die ehemalige Studentin Gerhild Trübswasser, „für mich und vermutlich ebenso für eine ganze Generation von Studentinnen und Studenten […] ein äußerst wichtiger Lehrer. Jeden Freitag trafen sich in der Vorlesung ‚beim Bornemann‘ psychoanalytisch interessierte und politisch engagierte“ Studenten.
Die Deutsche Gesellschaft für Sozialwissenschaftliche Sexualforschung (DGSS) ehrte Bornemann 1990 mit der Verleihung der Magnus-Hirschfeld-Medaille für Sexualwissenschaft. Bornemann war bis zu seinem Tod Ehrenvorsitzender der DGSS sowie der von ihm 1979 gegründeten Österreichischen Gesellschaft für Sexualforschung.

### Enttabuisierung der Pädophilie
Ernest Bornemann vertrat 1988 die Meinung, pädosexuelle, physisch wie psychisch gewaltfreie Sexualhandlungen müssten nicht unbedingt negative Folgen für das Kind haben. Er argumentierte u. a.: „Wenn man jede Form der Liebe, die sich nicht innerhalb der gleichen Generation bewegt, von vornherein verdammt, schädigt man das Kind.“

### Tod
Bornemann, der seit dem Tod seiner Frau Eva 1987 verwitwet war, starb nach dem Scheitern einer Beziehung zu einer jüngeren Kollegin durch Suizid. Seine Urne wurde im Garten seines Hauses in Scharten beigesetzt und später auf den katholischen Friedhof der Gemeinde umgebettet.

## Veröffentlichungen

### Romane
- The Face on the Cutting-Room Floor. Withy Grove Press, London 1937. Mit einer Einleitung von Jonathan Coe. Picador Classic, London 2016, ISBN 978-1-5098-2981-1.
  - Deutsche Ausgabe: Stumme Zeugen lügen nicht. Aus dem Englischen übersetzt von Eva Geisel. Scherz, Bern 1969.
- Tremolo. Jarrolds, London 1948; unter dem Titel Something Wrong. Four Square Books, London 1960.
  - Deutsche Ausgabe: Am Apparat: das Jenseits. Aus dem Englischen übersetzt von Eva Geisel. Scherz, Bern 1968.
- The Man who Loved Women. Coward McCann, New York 1968; Bruce & Watson, London 1970.
  - Deutsche Ausgabe: Landschaft mit Figuren. Aus dem Englischen übersetzt von Reinhard Federmann. Bertelsmann, Gütersloh 1971, ISBN 3-570-05751-8.

### Sachliteratur
- Lexikon der Liebe und Sexualität. 2 Bände. Paul List Verlag, München 1968.
- Sex im Volksmund. Die sexuelle Umgangssprache des deutschen Volkes. Wörterbuch und Thesaurus. Rowohlt, Reinbek bei Hamburg 1971, ISBN 3-498-00428-X.
- Studien zur Befreiung des Kindes. 3 Bände. 1973 ff.
  - Band 1: Unsere Kinder im Spiegel ihrer Lieder, Reime, Verse und Rätsel. Walter Verlag, Olten 1973.
  - Neudruck: Ullstein, Frankfurt am Main/Berlin/Wien 1980, ISBN 3-548-35027-5.
  - Band 2: Die Umwelt des Kindes im Spiegel seiner „verbotenen“ Lieder, Reime, Verse und Rätsel. Walter Verlag, Olten 1974.
  - Neudruck: Ullstein, Frankfurt am Main / Berlin / Wien 1980, ISBN 3-548-35045-3.
  - Band 3: Die Welt der Erwachsenen in den „verbotenen“ Reimen deutschsprachiger Stadtkinder. Walter Verlag, Olten 1976.
  - Neudruck: Ullstein, Frankfurt am Main / Berlin / Wien 1981, ISBN 3-548-35078-X.
- mit Heinz Körner u. a.: Eifersucht. Ein Lesebuch für Erwachsene. Lucy Körner Verlag, Fellbach 1979, ISBN 3-922028-01-2.
- mit Heinz Körner und Roland Kübler: Männertraum(a): Ein Lesebuch für Erwachsene. Lucy Körner Verlag, Fellbach 1984, ISBN 3-922028-08-X.
- als Herausgeber: Psychoanalyse des Geldes. Eine kritische Untersuchung psychoanalytischer Geldtheorien. Übersetzungen aus dem Englischen von Eva Bornemann und aus dem Französischen von Eva Moldenhauer. Suhrkamp, Frankfurt am Main 1973, ISBN 3-518-02241-5.
- Sex im Volksmund. Der obszöne Wortschatz der Deutschen. 2 Bände. Rowohlt, Reinbek bei Hamburg 1974.
  - Einbändige Neuausgabe, Rowohlt, Reinbek bei Hamburg 1991.
  - Band 1: Der obszöne Wortschatz der Deutschen. Wörterbuch von A – Z. (= rororo 6852). ISBN 3-499-16852-9.
  - Band 2: Der obszöne Wortschatz der Deutschen. Wörterbuch nach Sachgruppen. (= rororo 6853). ISBN 3-499-16853-7.
- Das Patriarchat. Ursprung und Zukunft unseres Gesellschaftssystems. S. Fischer, 1975; als Fischer-TB, Frankfurt am Main 1979, ISBN 3-596-23416-6.
- Die Ur-Szene. Das tragische Kindheitserlebnis und seine Folgen. S. Fischer 1977; als Fischer-TB, Frankfurt am Main 1980, ISBN 3-596-26711-0.
- Reifungsphasen der Kindheit. Jugend und Volk, München 1981, ISBN 3-7141-5262-8.
- Wir machen keinen langen Mist... 614 Kinderverse, gesammelt in Deutschland, Österreich und der Schweiz in den 2 Jahrzehnten 1960–1980. Fischer-TB, Frankfurt am Main 1981, ISBN 3-596-23045-4.
- als Herausgeber: Arbeiterbewegung und Feminismus. Berichte aus vierzehn Ländern. Ullstein, Frankfurt am Main/Berlin/Wien 1982, ISBN 3-548-35138-7.
- als Herausgeber: Der Neanderberg. Beiträge zur Emanzipationsgeschichte des 19. und 20. Jahrhunderts. Ullstein, Frankfurt am Main/Berlin/Wien 1983, ISBN 3-548-35183-2.
- Lexikon der Sexualität. Herrsching 1984.
- Das Geschlechtsleben des Kindes. Urban und Schwarzenberg, München/Wien 1985; dtv-TB, München 1988, ISBN 3-423-15041-6.
- Rot-weiß-rote Herzen. Das Liebes-, Ehe- und Geschlechtsleben der Alpenrepublik. Hannibal, Wien 1985, ISBN 3-85445-019-2.
- Die neue Eifersucht. Heyne-TB, München 1986, ISBN 3-453-43081-6.
- Ausgewählte Texte. Goldmann-TB, München 1990, ISBN 3-442-11052-1.
- Ullstein Enzyklopädie der Sexualität. Ullstein, Frankfurt am Main/Berlin 1990, ISBN 3-550-06447-0.
- Sexuelle Marktwirtschaft. Vom Waren- und Geschlechtsverkehr in der bürgerlichen Gesellschaft. Promedia, Wien 1992.
  - Neudruck: Fischer-TB 12025, Frankfurt am Main 1994, ISBN 3-596-12026-8.
- Die Zukunft der Liebe. (= Fischer-Taschenbuch, Band 13232). Fischer, Frankfurt am Main 1997, ISBN 3-596-13232-0.